# Franck Moore
Pour les articles homonymes, voir Moore.
Franck Moore est un artiste-peintre américain né le 22 juin 1953 et mort du sida en 2002.

## Biographie
Il participa à l'élaboration du symbole du ruban rouge.